# Облога Чернігова (1235)
Облога Чернігова (1235), Чернігівська війна — один з найважливіших епізодів міжусобної війни в Південній Русі в 30-ті роки XIII століття. Облога військами Галицько-Волинського і Київського князівств столиці Чернігівського князівства взимку 1235 року з розоренням прилеглих земель. Акція задумувалася аби запобігти оволодінню Києвом з боку Михайла Чернігівського та його союзника Ізяслава, але у зв'язку з відсутністю вирішального успіху лише відстрочила це.

## Історія
Після невдачі Михайла Чернігівського в боротьбі проти Ярослава Всеволодовича за Новгород (1231) Михайло уклав союз з Ізяславом і долучився до боротьби за Київ. Київським князем був Володимир Рюрикович з смоленських Ростиславичів, дав Данилові за союз з ним Поросся, яке той, у свою чергу, передав своїм шюрятам, синам Мстислава Удатного, одним з яких, за однією з версій, був також й Ізяслав (за іншою, був сіверським князем).
У 1234 році боротьба загострилася. Михайло взяв Київ в облогу, а Ростислав Володимирович приїхав з дипломатичною місією до Галича, після чого галицько-волинські війська рушили на допомогу Києву. Михайло зняв облогу, а Ізяслав виїхав до половців за допомогою. Союзники вторглися в чернігово-сіверські землі і обложили Чернігів, спалили посад.
Вже під Черніговом до союзників приєднався Мстислав Глібович — один з чернігово-сіверських князів (за версією Л.Войтовича, новгород-сіверський князь). Після цього союзники, не знімаючи облогу, здійснили рейди до дрібних міст князівства, розоривши Хоробор, Сосницю, Сновськ та інші.
З Новгородського літопису відомо, що на чолі обложених був сам Михайло та була здійснена вилазка. Галицько-волинський літопис повідомляє про укладення потім миру між Володимиром та Данилом з одного боку і Мстиславом і чернігівцями з іншого. За версією Горського А. А., вокняжіння в Чернігові Мстислава Глібовича замість Михайла якраз і стало результатом силового втручання. Далі Галицько-волинський літопис повідомляє лише про повернення союзників до Києва після укладення миру.
Міститься в Галицько-Волинському літописі також опис використання метальних знарядь при облозі Чернігова: 

| Люто бо бЕ бій біля Чернігова, оже і таранъ на нь поставиша, меташа бо каменемь півтора перестрЕла, а камінь, якоже можаху 4 мужі силнии подъяти |
стоїть після звістки про укладення миру і часто відноситься дослідниками до опису облоги Чернігова монголами в 1239 році.
Новгородський літопис вказує на те, що Михайло порушив договір (спокусив Данила) і завдав галицькому війську суттєві втрати, сам же Данило ледве врятувався. Можливо, мається на увазі послідував відразу після повернення союзників від Чернігова відповідь похід Михайла з чернігівцями, Ізяславом і половцями, що закінчився розгромом Данила під Торческом, полоном Володимира Рюриковича і взяттям Києва (а потім і Галича).